# Crociati Rugby
El Crociati Rugby es un  club italiano de rugby de la ciudad de Parma, fundado en 2010, que milita en la máxima competición italiana, el Top12.
El nacimiento del club fue el producto de la fusión de Rugby Parma (Overmach Rugby Parma por motivos publicitarios) y Rugby Noceto en el verano de 2010.
Como heredero del Rugby Parma, Crociati Rugby está clasificado para competir durante la temporada 2010/11 en la segunda competición europea, la European Challenge Cup, y jugará como local en el estadio XXV Aprile de Parma.

## Títulos
- Liga Italiana de Rugby = Ninguna
- Copa Italiana de Rugby = Ninguna